# Copla de pie quebrado
Copla de pie quebrado es el nombre que se le da a cualquier tipo de versos octosílabos combinados con versos tetrasílabos. Si la rima anterior es aguda, pueden ser versos de cinco sílabas, pues se establece una compensación y cuentan como tetrasílabos. La estrofa podía tener muchas variantes. El esquema más conocido es el de la sextilla de pie quebrado, también llamada copla manriqueña por ser utilizada por Jorge Manrique en las Coplas por la muerte de su padre: 8a, 8b, 4c, 8a, 8b, 4c. Frecuentemente se agrupan las sextillas de dos en dos.

## Origen
.
Decirte he tu alegría (8a)
rogándote toda vía, (8a)
yo pecador, (4b)
que a la grande culpa mía (8a)
non pares mientes, María, (8a)
mas al loor. (4b)
El momento de mayor apogeo de esta sextilla fue durante el siglo XV. Aparecen por vez primera en la obra de Juan de Mena y la utilizaron mucho los poetas de cancionero desde mediados de ese siglo.
El poema más conocido que utilizó esta estrofa son las Coplas por la muerte de su padre de Jorge Manrique, por lo que a la copla de pie quebrado se la conoce también por el nombre de «copla» o «estrofa manriqueña». He aquí un ejemplo extraído de las Coplas de Manrique, que representa la cumbre de esta forma poética.
Esos reyes poderosos (8a)
que vemos por escrituras (8b)
ya pasadas, (4c)
con casos tristes, llorosos, (8a)
fueron sus buenas venturas (8b)
trastornadas. (4c)
Así que no hay cosa fuerte, (8d)
que a papas y emperadores (8e)
y prelados, (4f)
así los trata la muerte (8d)
como a los pobres pastores (8e)
de ganados. (4f)